# 서산공업고등학교
서산공업고등학교(瑞山工業高等學校)는 대한민국 충청남도 서산시 운산면 용장리에 있는 공립 고등학교이다.

## 학교 연혁
- 1984년 3월 30일 : 운산고등학교 개교 (12학급)
- 1995년 3월 1일 : 운산공업고등학교로 교명 변경
- 1999년 12월 17일 : 청운생활관 증축 준공
- 2007년 11월 22일 : 군(軍)특성화고등학교 지정
- 2010년 3월 1일 : 학칙변경(자동차기계과 3학급, 바이오화학공업과 3학급)
- 2015년 10월 19일 : 산학일체형 도제학교 선정(자동차기계과 참여형, 바이오화학공업과 거점형)
- 2015년 11월 4일 : 청운관(체육관) 개관
- 2016년 1월 25일 : 자율학교(산학일체형 도제학교) 지정
- 2018년 3월 1일 : 서산공업고등학교로 교명 변경
- 2019년 6월 28일 : 학과개편 승인(자동차과 1학급, 정밀기계과 2학급, 화학공업과 3학급)
- 2023년 3월 1일 : 제20대 이경훈 교장 취임
- 2024년 12월 27일 : 제39회 졸업식(101명, 총 6,929명)
- 2025년 3월 4일 : 제42회 입학식 125명(자동차과 20명, 정밀기계과 42명, 화학공업과 63명)

## 설치 학과
- 정밀기계과
- 자동차과
- 화학공업과

## 참고 자료
- 서산공업고등학교 - 한국교육학술정보원 학교알리미